# Sint-Gertrudiskerk (Beverst)

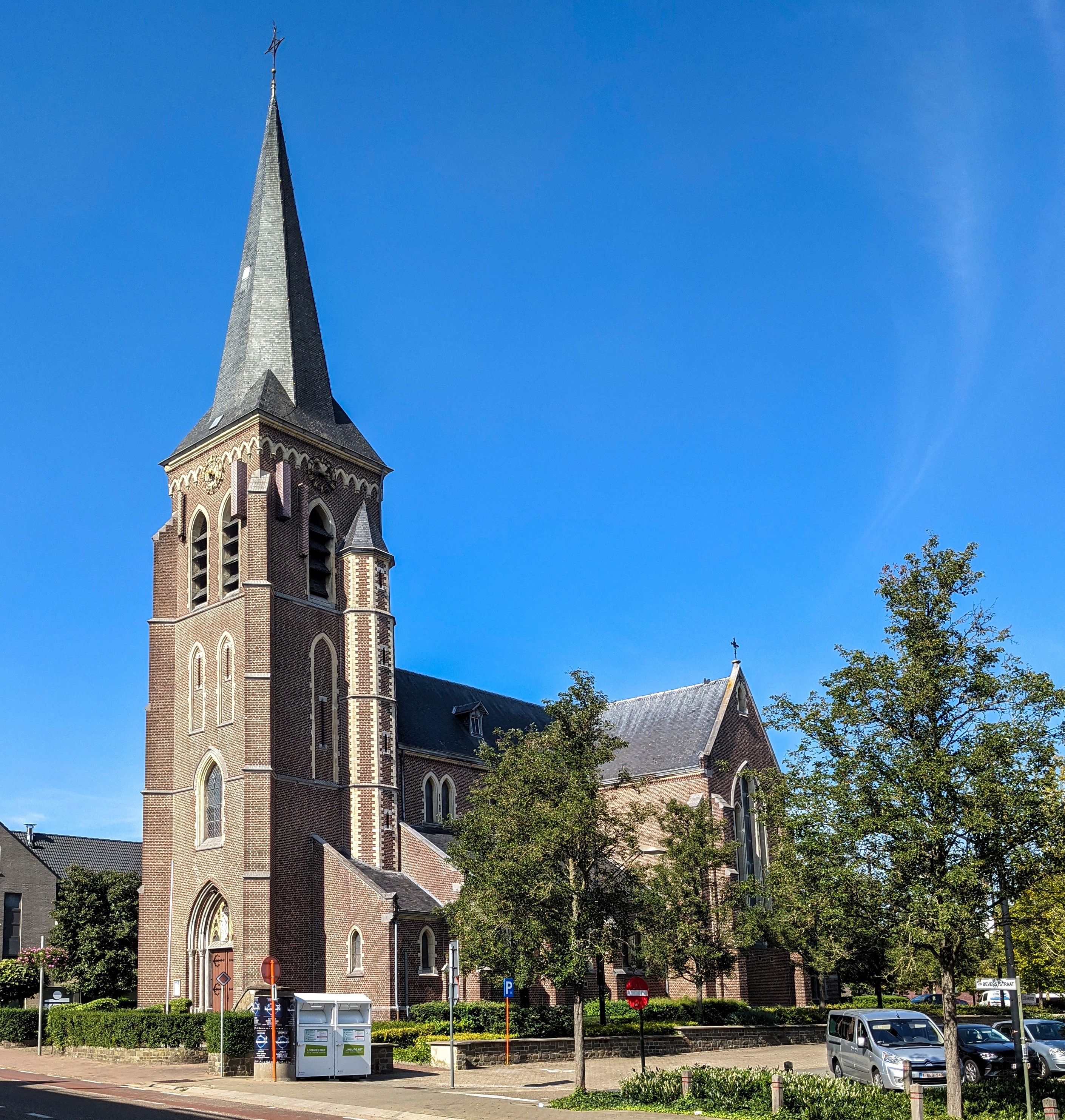
Sint-Gertrudiskerk

De Sint-Gertrudiskerk is de parochiekerk van Beverst, die zich bevindt aan de Beverststraat.

## Geschiedenis
Er bestond al sinds de 8e eeuw een quarta capella, onderhorig aan de parochie van Hoeselt, die in de 8e eeuw van die van Tongeren werd afgescheiden. De kapel was gewijd aan Gertrudis van Nijvel. Het tiendrecht was in handen van het Onze-Lieve-Vrouwekapittel van Hoei. In 1801 kwam de kapel onder Munsterbilzen, in 1805 onder Bilzen, en in 1839 werd Beverst een zelfstandige parochie.

## Gebouw
De huidige kerk werd gebouwd in 1896, en architect was Hyacinth Martens. Het is een neogotische bakstenen kerk waarvan de toren een ingesnoerde naaldspits heeft en geflankeerd wordt door een lager, veelhoekig, traptorentje.
De driebeukige basilicale kruiskerk heeft een vrij hoog middenschip. Het interieur is gepleisterd en is voorzien van neogotische muurschilderingen.

## Galerij

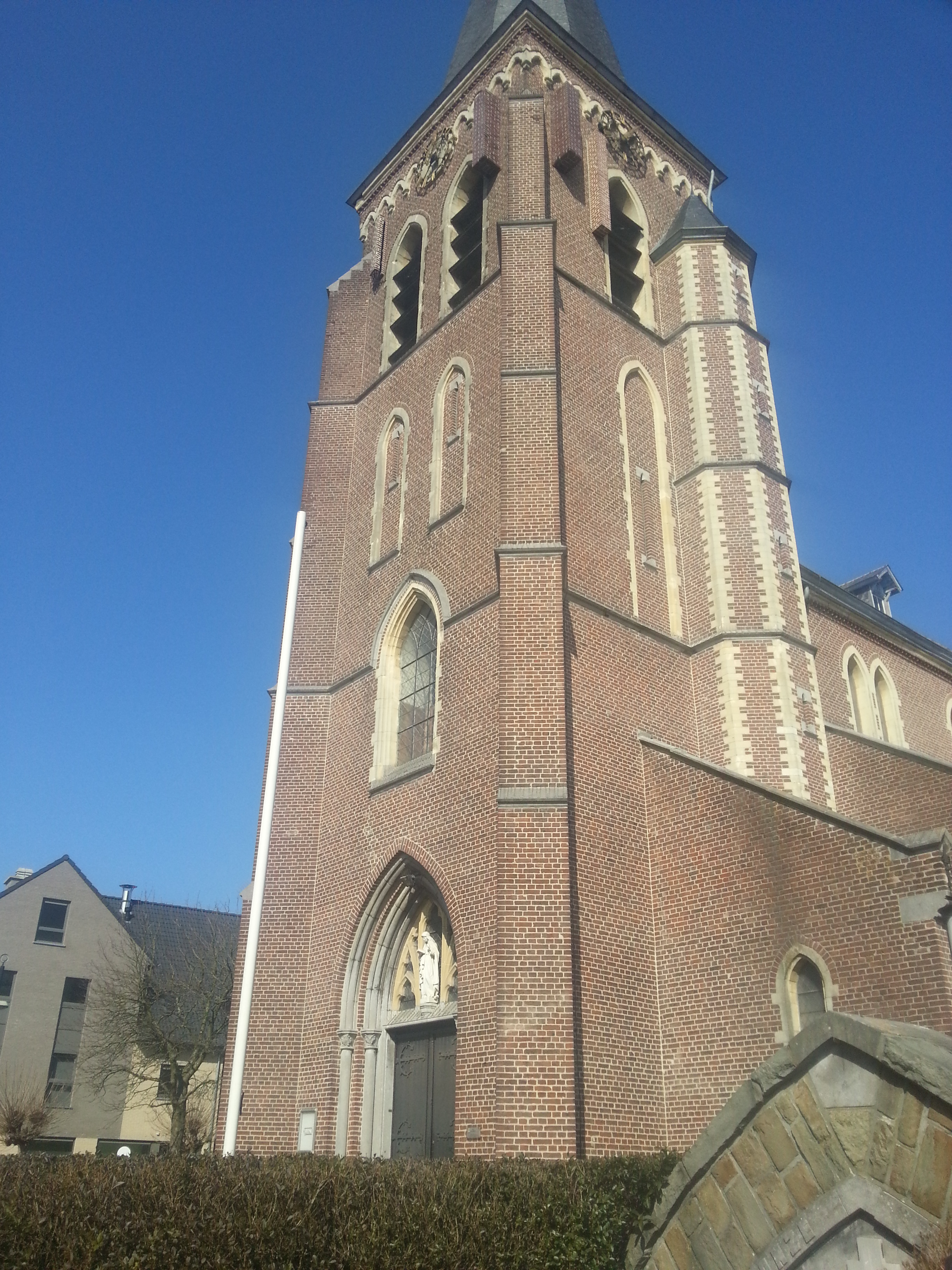
Klokkentoren van de Sint-Gertrudiskerk
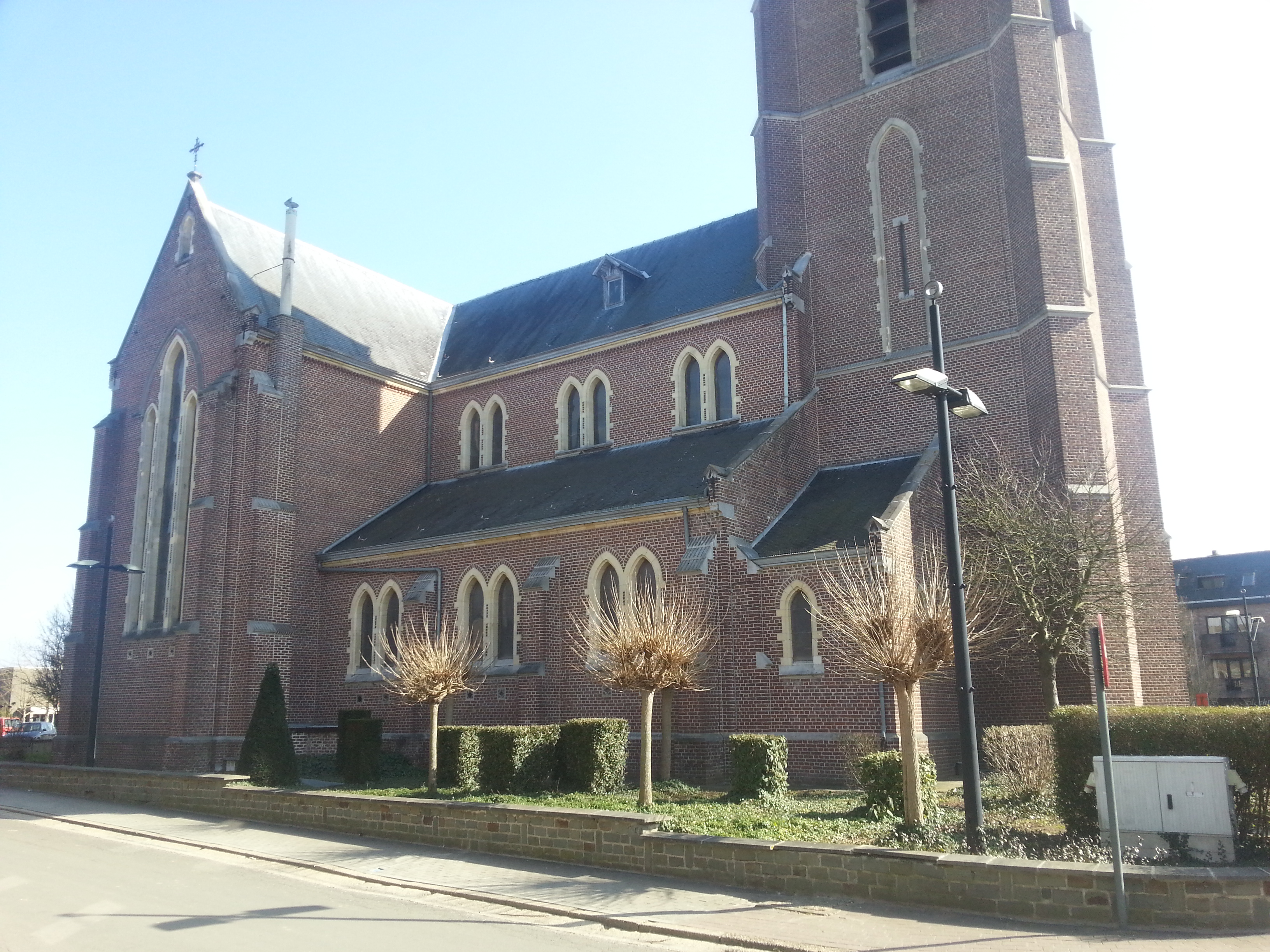
Zijaanzicht van de Sint-Gertrudiskerk te Beverst

## Meubilair
Het interieur is voornamelijk neogotisch en stamt uit de 2e helft van de 19e eeuw. De communiebank werd in 1898 geschonken door de graaf van Schoonbeek en is tegenwoordig omgevormd tot een altaar.